# Double croche
Cet article possède un paronyme, voir Double cloche.

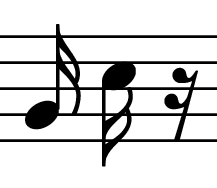
Figure 1. Une double-croche avec la hampe vers le haut, une double-croche avec la hampe vers le bas et un quart de soupir.

Figure 2. Quatre doubles croches ligaturées.

En musique, une double croche est une note jouée pendant la moitié de la durée d'une croche. C'est l'équivalent du semifusa en notation mensurale, trouvé pour la première fois dans la notation du XVe siècle (cependant, en espagnol, catalan et portugais, semifusa désigne également la quadruple croche moderne).
Un symbole correspondant est le quart de soupir, qui dénote un silence de même durée.

## Notation
Les doubles croches sont notées avec une tête ovale pleine et une hampe droite avec deux crochets (voir Figure 1). Une seule double croche est toujours accompagnée de crochets, tandis que deux ou plus sont généralement ligaturées.
Comme pour toutes les notes avec hampes, les doubles croches sont dessinées avec des hampes à droite de la tête de note, vers le haut, lorsqu'elles sont en dessous de la ligne médiane de la portée (ou sur la ligne médiane, en musique vocale). Lorsqu'elles sont sur la ligne médiane (en musique instrumentale) ou au-dessus, elles sont dessinées avec des hampes à gauche de la tête, tournées vers le bas. Les crochets sont toujours sur le côté droit de la hampe et se courbent vers la droite. Sur les hampes tournées vers le haut, les crochets commencent en haut et se courbent vers le bas ; pour les hampes orientées vers le bas, les crochets commencent au bas de la hampe et se courbent vers le haut.
Lorsque plusieurs doubles croches ou croches (ou triples croches, etc.) sont côte à côte, les crochets peuvent être reliés par une ligature, comme les notes de la figure 2. Notez les similitudes dans la notation des doubles croches et des croches. Des règles similaires s'appliquent aux divisions plus petites telles que les triples croches et les quadruples croches.

## Caractères
En Unicode, les symboles sont :
- U+1D161 𝅘𝅥𝅯 symbole musical double croche (HTML : &#119137;)
- U+266C ♬ deux doubles croches ramées (HTML : &#9836;)

La double croche peut se saisir sur les systèmes Windows, avec la combinaison de touches Alt + 14.